# Más de 131
Más de 131 fue un colectivo que tuvo su origen en la asamblea estudiantil de la Universidad Iberoamericana durante el movimiento #YoSoy132  y que posteriormente, por las demandas de democratización de los medios de comunicación mexicanos, evolucionó en un medio de comunicación. Su nombre surge del video “131 alumnos responden”, que de manera casi inmediata se volvió trending topic en Twitter y que se creó como réplica ante las declaraciones de Pedro Joaquín Coldwell, Arturo Escobar y Emilio Gamboa Patrón respecto a los hechos sucedidos el 11 de mayo de 2012 en esa universidad. Ese día cientos de estudiantes se manifestaron en contra del candidato del PRI a la presidencia, Enrique Peña Nieto. Entre los reclamos y cuestionamientos de los estudiantes estuvieron los hechos sucedidos en San Salvador Atenco en 2006, su relación con el expresidente Carlos Salinas de Gortari y su relación con el exgobernador del Estado de México, su tío, Arturo Montiel; a los que respondió:

«Antes de concluir, aunque ya lo había hecho, voy a responder a este cuestionamiento
sobre el tema de Atenco, hecho que ustedes conocieron, y que sin duda, dejó muy claro la firme determinación del gobierno de hacer respetar los derechos de la población del Estado de México, que cuando se vieron afectados por intereses particulares, tomé la decisión de emplear el uso de la fuerza pública para restablecer el orden y la paz, y que en el tema, lamentablemente hubo incidentes que fueron debidamente sancionados, y que los responsables de los hechos fueron consignados ante el poder judicial, pero, reitero, fue una acción determinada personalmente, que asumo personalmente, para restablecer el orden y la paz, en el legítimo derecho que tiene el Estado mexicano de hacer uso de la fuerza pública, como además debo decirlo, fue validado por la Suprema Corte de Justicia de la Nación. Muchas gracias.»
Enrique Peña Nieto

Varios medios de comunicación y ciertos políticos les acusaron de ser “acarreados”, “porros” y “entrenados”. Como respuesta, los jóvenes hicieron un video en el que negaron esas acusaciones y para comprobar que eran estudiantes mostraron sus credenciales, mismas que los acreditaban como miembros de la comunidad iberoamericana y con ello desmintieron las calumnias en su contra.

## Historia

### Debate 132

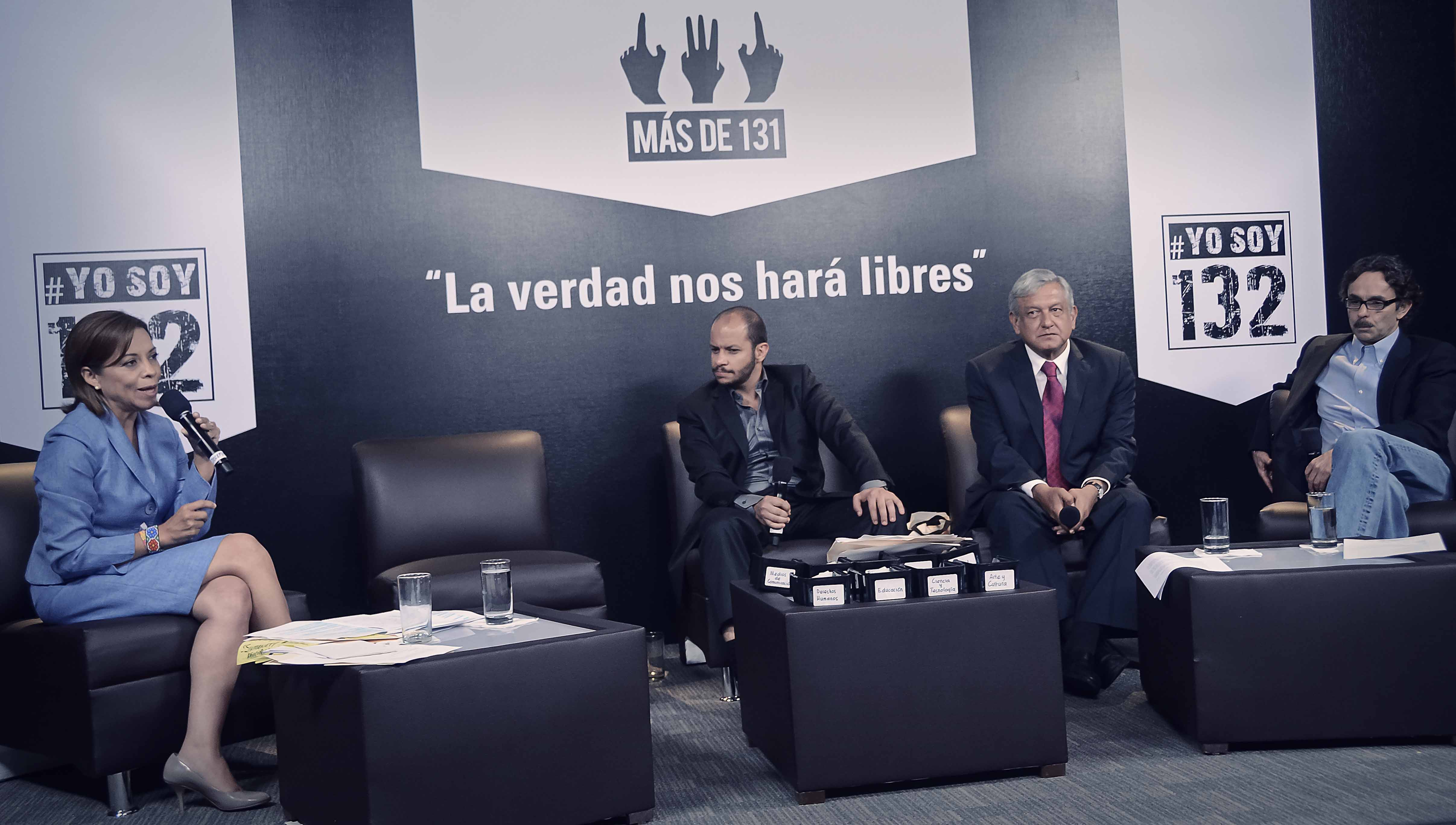
Fotografía del Debate132 realizado en el aula 'Digna Ochoa' de la Comisión de Derechos Humanos del Distrito Federal

Organizaron, junto con otros miembros del movimiento #YoSoy132 pertenecientes a distintas instituciones académicas, el primer debate ciudadano al que asistieron tres de los cuatro aspirantes a la presidencia – Josefina Vázquez Mota, Andrés Manuel López Obrador y Gabriel Quadri de la Torre-, Enrique Peña Nieto se negó a participar y mandó una carta horas antes del encuentro para indicar que no asistiría. 
El debate se llevó a cabo el 19 de junio de 2012 en la sala Digna Ochoa de la Comisión de Derechos Humanos del Distrito Federal. Las preguntas hacia los candidatos fueron formuladas previamente por Internet a través de Google Moderator, su elección fue al azar, tras un sorteo llevado a cabo con la presencia de un notario público.  
El debate se pudo seguir por internet en tiempo real y alcanzó más de un millón de visitas, lo que causó problemas de saturación de la red. 
La idea se replicó y un año después en la ciudad de Zacatecas la célula Yo Soy 132 Zacatecas organizó un debate entre cinco de los siete contendientes a la alcaldía de esa capital.

## Medio de comunicación por internet
Tras las elecciones del 2012 las células que conformaron el movimiento Yo Soy 132 se fueron diluyendo, pero distintos grupos se mantuvieron activos, forjando proyectos en conjunto. Más de 131, la asamblea de la Iberoamericana se transformó en un colectivo. Además de relacionarse con estudiantes de otras universidades jesuitas, creando así una red nacional en el que participan Más de 131 ITESO y Más de 131 Ibero Puebla. 
Entre las actividades del colectivo estuvieron crear material audiovisual con un fin informativo y con una perspectiva de derechos humanos y defensa del territorio. Fue así como se acercaron al proceso de liberación de Alberto Patishtán Gómez, profesor tzotizil que fue preso político por 13 años, con el proceso de resistencia de los habitantes de Lerma contra la construcción de la carretera Toluca-Naucalpan, en una reserva natural, ubicada en territorio ñätho (otomí), al movimiento estudiantil #TodosSomosPolitécnico y a las movilizaciones y acciones por el caso Ayotzinapa.
Bajo la demanda de democratización y transformación de los medios de comunicación, información y difusión, en mayo del 2014 -el segundo aniversario de Más de 131-, el colectivo lanzó un medio de comunicación independiente y su web masde131.com fue presentada al público.  A finales de ese mismo año, fueron elegidos por Free Press Unlimited para formar parte del equipo de MéxicoLeaks, que comenzó a funcionar en marzo del 2015.